# Rudolf Andryszczak
Rudolf Edward Andryszczak (ur. 12 listopada 1871 we Lwowie, zm. ?) – pułkownik żandarmerii Wojska Polskiego.

## Życiorys
Urodził się 12 listopada 1871 we Lwowie, w rodzinie Antoniego. Był oficerem cesarskiej i królewskiej armii. Zawodową służbę wojskową rozpoczął w 1892 roku w c. i k. 91 pułku piechoty, który stacjonował w Czeskich Budziejowicach, a później w Pradze. Na stopień zastępcy oficera (niem. Offiziersstellvertreter) został mianowany ze starszeństwem z 1 września tego roku. Dwa lata później awansował na podporucznika (niem. Leutnant) ze starszeństwem z 1 maja 1894 roku w korpusie oficerów piechoty. W latach 1897–1898 pełnił służbę próbną w Krajowej Komendzie Żandarmerii Nr 2 dla Czech z siedzibą w Pradze na stanowisku komendanta Oddziału Żandarmerii Nr 11 w Taborze, pozostając oficerem nadetatowym c. i k. 91 pułku piechoty. W 1898 roku, po zakończeniu służby próbnej, został przeniesiony z piechoty do c. i k. żandarmerii z pozostawieniem na dotychczasowym stanowisku komendanta Oddziału Żandarmerii Nr 11. W 1901 roku był 3. adiutantem w Krajowej Komendzie Żandarmerii Nr 5 dla Galicji we Lwowie. Na porucznika (niem. Oberleutnant) został mianowany ze starszeństwem z 1 maja 1901 roku. W latach 1902–1907 był 2. adiutantem, a w latach 1908–1912 – 1. adiutantem w Krajowej Komendzie Żandarmerii Nr 5 dla Galicji we Lwowie. Na rotmistrza (niem. Rittmeister) został mianowany ze starszeństwem z 1 maja 1908 roku. W latach 1913–1914 pełnił służbę w Krajowej Komendzie Żandarmerii Nr 4 dla Moraw w Brnie na stanowisku komendanta Oddziału Żandarmerii Nr 5 w Kromieryżu. Na majora został mianowany ze starszeństwem z 1 września 1915 roku. Na podpułkownika został mianowany ze starszeństwem z 1 listopada 1917 roku.
6 września 1919 roku na łamach tygodnika „Myśl Niepodległa” został opublikowany artykuł zatytułowany „Pan Andruszczak” (sic!). W artykule poinformowano czytelników, że pułkownik Andryszczak to „Rusin nie tylko z pochodzenia i wyznania, ale także z przekonań, cieszył się też zaufaniem dawnego rządu austriackiego. W ciągu minionej wojny znany był z wrogiego usposobienia względem Polaków, których prześladował, gdzie i jak mógł. Będąc czynnym przy organizowaniu naszej żandarmerii, popiera podobne sobie kreatury rusińsko-austriackie”. Trzy tygodnie później opublikowany został artykuł zatytułowany „Antyki kajzerlikowskie”, w którym obok pułkownika Andryszczaka szkalowano innych oficerów żandarmerii. Autor artykułu stwierdził w nim, że pułkownik Andryszczak to „syn dorożkarza ze Lwowa, Rusin, wróg Polaków (...) Jeszcze w październiku 1918 r. twierdził w Bozen, że dopóki Austria ma choć jednego żandarma, przyszłość Rusinów jest pewna. Gdy w roku 1914 Andruszczak (sic!) był komendantem żandarmerii w Krakowie, usuwał ze stanowisk na prowincji żandarmów Polaków, a na ich miejsce posyłał Rusinów”. Zniesławieni oficerowie żandarmerii (Rudolf Andryszczak, Eugeniusz Dąbrowiecki, Emil Tintz, Hugon Babel, rotmistrz Antoni Sołtys, major Zygmunt Ziemiański, Zygmunt Jan Manowarda) i wachmistrz Seretny wystąpili na drogę sądową przeciwko Andrzejowi Niemojewskiemu, redaktorowi tygodnika.
Od 1 grudnia 1919 roku Rudolf Andryszczak był dowódcą Dywizjonu Żandarmerii Wojskowej Nr 5 w Krakowie. 29 maja 1920 roku został zatwierdzony z dniem 1 kwietnia 1920 roku w stopniu pułkownika, w żandarmerii, w grupie oficerów byłej armii austriacko-węgierskiej.
3 maja 1922 roku został zweryfikowany w stopniu pułkownika ze starszeństwem z dniem 1 czerwca 1919 roku i 2. lokatą w korpusie oficerów żandarmerii.
W latach 1921–1926 był dowódcą 5 dywizjonu żandarmerii w Krakowie. Na emeryturze mieszkał w Krakowie. W 1934 roku pozostawał w ewidencji Powiatowej Komendy Uzupełnień Nowy Targ. Posiadał przydział do Oficerskiej Kadry Okręgowej Nr V. Był wówczas „w dyspozycji dowódcy Okręgu Korpusu Nr V”.
Rudolf Andryszczak miał syna.

## Ordery i odznaczenia
- Krzyż Zasługi Wojskowej 3 klasy z dekoracją wojenną (Austro-Węgry)[22]
- Brązowy Medal Zasługi Wojskowej na wstążce Krzyża Zasługi Wojskowej (Austro-Węgry)[22]
- Brązowy Medal Zasługi Wojskowej na czerwonej wstążce (Austro-Węgry)[22]
- Brązowy Medal Jubileuszowy Pamiątkowy dla Sił Zbrojnych i Żandarmerii (Austro-Węgry)[21]
- Krzyż Jubileuszowy Wojskowy (Austro-Węgry)[21]
- Krzyż za 25-letnią Służbę Wojskową (Austro-Węgry)[21]